# 松田博文
松田 博文（まつだ ひろふみ、1943年8月31日 - ）は福岡県出身の日本の柔道家。身長162cm。得意技は背負投、内股。

## 経歴
嘉穂高校から関西大学進学後、1964年東京オリンピックの軽量級代表候補になるも今一歩のところで代表にはなれなかった。しかし1965年の世界選手権軽量級では優勝を果たした。その後フランス柔道連盟に招聘されて、一時期フランスで柔道を教えていた。帰国後は東レデュポンに所属していた。1967年の世界選手権中量級で優勝した丸木英二とは大学時代に同級生だった。

## 主な戦績
- 1964年 -　全日本学生柔道選手権大会軽量級　優勝
- 1965年 -　世界選手権軽量級　優勝
- 1967年 -　世界選手権軽量級　2位